# Eqaluit Iluat
Eqaluit Iluat [ɜˈqaluit iluˈat] (nach alter Rechtschreibung Eĸaluit Iluat, häufig grammatisch inkorrekt Eqaluit Ilua) ist eine grönländische Schäfersiedlung im Distrikt Narsaq in der Kommune Kujalleq.

## Lage
Eqaluit Iluat liegt an einer gleichnamigen Bucht am Ikersuaq (Bredefjord). Die nächsten Schäfersiedlungen sind Tasiusaq 18 km östlich und Narsarsuaaraq 20 km südwestlich. 23 km liegt der Distrikthauptort Narsaq.

## Geschichte
1960 lebten zwölf Personen in Eqaluit Iluat. 1965 waren es elf, die aus zwei Familien bestanden und 1966 zusammen rund 1300 Schafe besaßen. 1968 lebten nur noch acht Personen im Ort.

## Bevölkerungsentwicklung
Eqaluit Iluat hat in den letzten vierzig Jahren konstant vier bis sechs Einwohner gehabt. Einwohnerzahlen der Schäfersiedlungen sind letztmals für 2013 bekannt. Eqaluit Iluat wird statistisch unter „Farmen bei Narsaq“ geführt.